# 戰狼外交
戰狼外交，是一種對自習近平擔任中共中央總書記期間推行具挑釁性的強硬外交政策的稱呼。這一時期，中华人民共和国的外交官以至領導人具有挑釁性，发出一系列进攻性言论，官方则将“战狼外交”定义为“回击、说明事实真相”，称其是“为了维护中国的主权安全、发展利益，为了维护国家的荣誉与尊严，为了维护国际的公平与正义”。詞源來自於吳京自導自演的電影《戰狼》系列，由於電影的中國民族主義情緒濃厚，衍生出「戰狼」一詞。由於習近平推行多項具爭議性的政策導致中國經濟出現衰退，習近平在第三任期重新將提振經濟和改善國際關係作為執政重點，戰狼外交政策因而得到調整。

## 歷史背景
「戰狼外交」背後的政策可追溯至2012年中共十八大習近平任中共中央总书记後所推動的“坚持以实现中华民族伟大复兴为使命推进中国特色大国外交”政策。其中一個重要概念就是要「敢于亮剑」。所有的幹部被要求學習並在關鍵時刻要實行這種敢於亮劍的新型外交做法。由于习近平对西方世界充满敌意，提出“東升西降”和“百年未有之大变局”，被认为是导致战狼外交出现的因素。
自此以后，中華人民共和國的外交作風漸漸強硬，减少使用“希望相向而行”等谨慎的外交用语，逐渐开始频繁使用“责任全在某方”“一切后果由某方承担”，等兇猛的外交术语、威胁的口吻，使用“911事件殷鉴不远，美方不要好了伤疤忘了疼”“（五眼联盟）小心眼睛被戳瞎”等非外交场合的用语，尤其2019年新冠肺炎疫情後為多。此前因為恰逢《战狼2》于同一时期的2017年7月上映在民间广受好评，包括电影内容本身与吴京本人“I'm Chinese!”等言论引发广泛的讨论，此后該外交風格開始被統稱形容為「戰狼式外交」。
中华人民共和国方面，外交部发言人华春莹对此回应称“中国不主动惹事，但也不怕事，不会被胁迫讹诈。如果有些人因为中国面对毫无底线的攻击、抹黑和谩骂做出回击、说明事实真相，就把中国外交称作“战狼”外交的话，那么为了维护中国的主权安全、发展利益，为了维护国家的荣誉与尊严，为了维护国际的公平与正义，就做“战狼”又何妨呢？” 中华人民共和国駐英國大使劉曉明並未否認此描述，更表示中國堅持走和平路線，然而因為世界上有「狼」，因此中國需要「戰狼」來捍衛國家尊嚴。中國官媒《環球時報》社評表示，中國一直強調共同利益，只是在自己受到攻擊時自我防衛，後來更表示「有一個形象的比喻說，中國更像是『功夫熊貓』」。中华人民共和国駐意大利大使李軍華則不認為戰狼是合適的標籤，“功夫熊猫”或更贴切。亦有媒體分析认为，战狼外交重回毛泽东时期的以意識形態為主的“文化大革命”式外交，另外有政治學者指出国家的對外能力與自信心加強下，應該是心理保持寬容與影響力結合的交流手段有最大利益，戰狼面對刺激卻反而刻意表現出不合作的實力對抗外交姿態，原因可能是演給上級看以取得個人升遷的優勢，或是基於在民眾中製造出統治正當性的需要。
随着中华人民共和国国际声誉的恶化，中共中央总书记习近平主持2021年5月的中共中央政治局小组学习会议上呼吁改善中华人民共和国的国际交流方式。将2021年的其他几个事件解释为“北京领导人正在重新调整中国的外部信息传递方式，向‘战狼’们发出要逐渐软化言辞的信号”，其中包括战狼外交式言辞的早期倡导者、《环球时报》编辑胡锡进，和中华人民共和国驻瑞典大使桂从友的离职，以及作为战狼外交代表人物的赵立坚突然停止发布有关2019冠状病毒病美国起源论的推文。这种情况进一步持续到了2023年——自2023年1月起，赵立坚离任新闻司，调任为边界和海洋事务司副司长，结束了他的发言人任期。 2023年泄露的两份未标明日期的美国参谋长联席会议简报称，中国一直在以“更审慎的方法”补充其“战狼外交”，部分原因是试图将欧盟与美国分隔开来。

## 相關事例及爭議

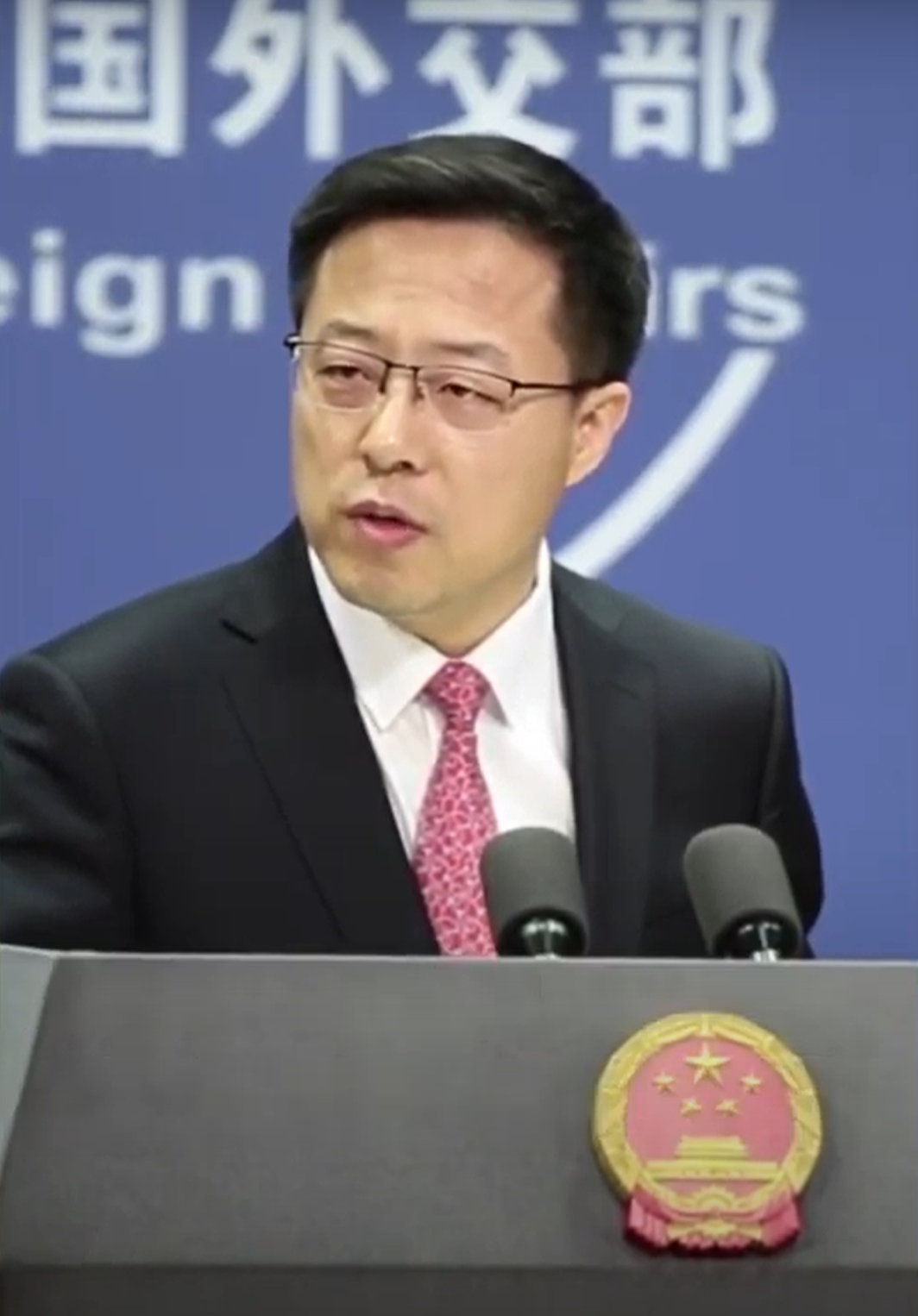
中华人民共和国外交部發言人趙立堅在任時，以他為首的網紅外事人員也被認為是戰狼外交時期，最具代表性的人物

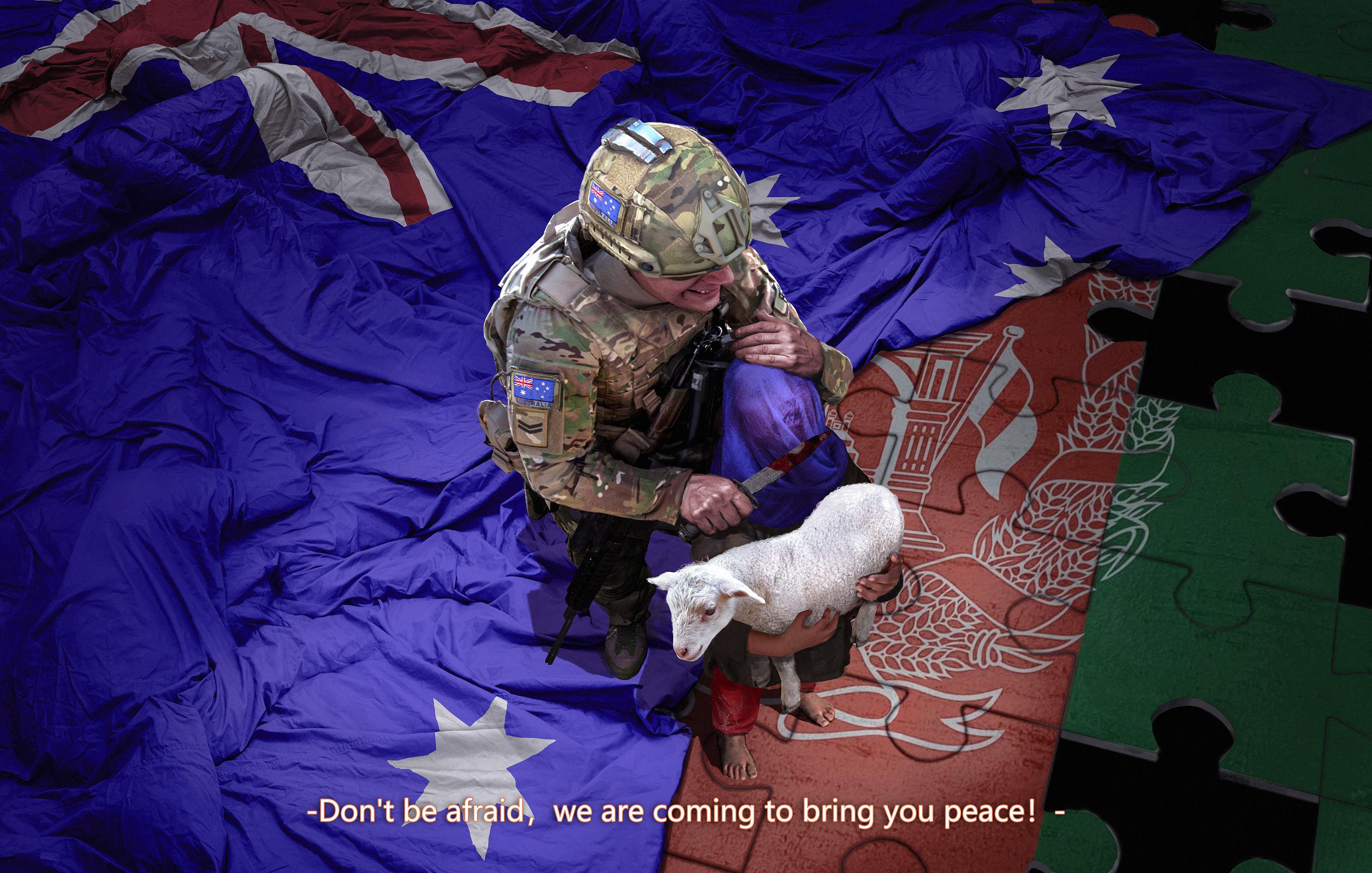
中华人民共和国外交部發言人趙立堅在推特上轉載一張漫画藉以諷刺布雷顿报告中揭露在阿富汗战争中犯下战争罪的澳大利亞軍人，引發中澳兩國外交紛爭事件

2020年3月30日，路透社報道表示有兩名中國外交官證實，中共中央總書記習近平去年曾親自下達指示，要求外交官面對中美關係惡化等國際挑戰，必須立場強硬展現「鬥爭精神」。
2020年8月30日，捷克參議院議長韋德齊访问台灣。中华人民共和国外交部部长王毅嗆聲要讓韋德齊為自己的短視行為和政治投機付出沉重代價。對此，捷克外交部次長特拉帕依據捷克外交部部長佩崔切克指示，於次日召見中华人民共和国駐捷克大使張建敏，表達極力反對中方針對維特齊訪台的相關發言。指中方相關發言不恰當，也不符兩個主權獨立國家之間的外交溝通準則。
2020年10月7日，印度兩家主流報章等與駐印度台北經濟文化中心合作，在主要报章刊登双十节广告，印有中華民國總統蔡英文的照片，并提到台湾将印度视为台湾的“自然合作伙伴”。10日，中华人民共和国驻印度大使馆向路透社在内的在印记者发电子邮件表达不满，表示不要违反一个中国原则，并重申“台湾是中国的一部份”，世上只有一个中国，印度媒体不应称台湾是一个国家，或使用中华民国称呼台湾，也不应该称呼“中国台湾地区的领导人”为总统。随后执政的印度人民党党员巴加策划其党党员前往中华人民共和国大使馆区，把一百面印有中华民国国旗和“台湾，国庆日快乐”标语的海报，贴在其大使馆前道路的每支路灯上以示抗议。
2020年10月8日，駐斐濟台北商務辦事處於蘇瓦太平洋大酒店舉辦中華民國國慶酒會，2名中華人民共和國大使館人員闖入會場拍照。台灣方面表示代表處館員請中方人員離開時，中華人民共和國使館人員拒絕，並毆打台方辦事處，導致台方館員腦震盪送醫。斐濟警方聞訊來到現場處理。事發之後，駐斐濟台北商務辦事處向斐濟外交部提出抗議。至於中華人民共和國方面的反應，中華人民共和國使館人員表示是台方辦事處動手打人。中华人民共和国驻斐济大使馆发声明，表示“台机构人员对在同一酒店公共区域正常执行公务的中国使馆工作人员发起言语挑衅和肢体冲突，造成一名中国外交官身体受伤、物品受损”，已就上述事件向斐方表达严重关切，要求斐济警方对此事进行彻查，并依法追究台方人员责任。中華人民共和國外交部發言人趙立堅表示，一些媒體報導的台机构人员被打與事實不符，“斐方表示重视中方关切，将恪守一个中国原则，妥善处理此事。”同时斐济警方表示警方收到了中華人民共和國外交官的报案，但是没有收到台湾办事处人员报案。
2020年10月15日，中华人民共和国驻加拿大大使丛培武在一场线上新闻发布会上，警告加拿大不要向香港民主运动人士提供庇护，并称加拿大这样做只会危害在香港的30万名加拿大公民和商界人士安全，被视是公开威胁加拿大政府的戰狼外交发言。
法國國際廣播電台認為，中華人民共和國外交部發言人趙立堅的表現就是典型的戰狼外交。2020年3月，趙立堅指責美国军人把嚴重急性呼吸系統綜合症冠狀病毒2型带入武汉。此番言論招致美国強烈反彈，美國總統特朗普則將新冠病毒称为“中国病毒”。數月後，香港四名民主派立法会议员被撤销资格後，11月18日，五眼联盟外长发表联合声明，要求撤回全国人大授权香港特区撤销四名议员资格的决定。中华人民共和国外交部發言人赵立坚在次日例行新闻发布会上表示：“不管他们（五眼联盟）长五只眼，还是十只眼，只要胆敢损害中国主权、安全、发展利益，小心他们的眼睛被戳瞎。”
2020年11月30日，赵立坚在推特上传一张自稱“戰狼畫手”的中国大陆网路画家“乌合麒麟”用数码设备创作的讽刺漫画，敦促澳大利亚对最近的战争罪指控的报告进行调查。作品内容为一名澳大利亚士兵站在巨大的澳大利亚国旗上用刀架在一名抱着绵羊的阿富汗少年的喉咙；澳大利亚国旗覆盖着士兵身后的尸体及残缺的阿富汗国旗拼图，并有一角包住少年的头部，作品下方标有英文字幕“Don't be afraid, we are coming to bring you peace!”（不要害怕，我们来为你们带来和平！）。赵立坚随后也将该条帖子置顶。华春莹随后在记者会上指出，澳大利亚对该国军人在阿富汗残杀无辜的行为不觉得羞耻，反而谴责他人对此行为的指责，是“不成熟、不理智的”。赵立坚随后将该条帖子置顶，网络画家“乌合麒麟”则呼吁澳大利亚总理莫里森“面对现实、处理好本国问题、整顿驻外部队风气，不应把重点放在谴责别国作者基于事实的创作上”。同日，莫里森在接受采访时，批评赵立坚“发布伪造和挑衅性的图片，此举完全令人发指”，批评中华人民共和国政府应该为分享这种“令人反感”的文章感到羞耻，并要求道歉，但被对方拒绝。新西兰、英国、法国、加拿大与欧盟发言人皆同声谴责散布假消息。
BBC亦關注到“戰狼外交”現象，並列舉了中华人民共和国駐澳大利亚大使馆發言人和中华人民共和国駐巴西大使作例，中华人民共和国駐澳大利亚大使馆發言人威脅如澳大利亚推動對2019新型冠狀病毒源頭的調查，或令該國產品受到中国民眾的抵制。中华人民共和国駐巴西大使則貶斥巴西總統之子有關中国為「專制政權」的說法，指其感染了思想病毒。
2021年3月，中华人民共和国驻法国大使卢沙野去信法国参议院友台小组主席里夏尔，在私信中要求取消访问台湾的行程，引發法方不滿批評其信件用詞尖酸刻薄，中方憤而公開信件內文，法国战略研究基金会学者邦达兹在推特上发文批评卢沙野干预法国民主制度，不可接受。該事件不久的3月19日，中华人民共和国驻法国大使馆发推法国学者邦达兹是“小流氓”，引发法国舆论界的挞伐，議員更要求外交部長出來表態。2日后，中华人民共和国驻法国大使再次发表1600字长文，在法文版内容称邦达兹是“疯狂的鬣狗”，又称他只是一个“意识形态魔兽”，再次激起法国抗议声浪。
2021年3月，中美高層舉行戰略對話，中美雙方本來同意4名高官每人向中美各6名記者只作兩分鐘簡短、公開的開場白。結果，作為中方首席外交官的中共中央政治局委員兼中央外事辦公室主任楊潔篪花了17分鐘作開場發言批評美國。
2021年3月，中华人民共和国駐法使館認為，「如果中國的國家利益和形象受到威脅和損害，中國外交官就要守護，如果真有戰狼，那是因為瘋狗太多太凶，瘋狗對中國瘋狂撕咬。羔羊外交的時代已經一去不復返了。」
2021年3月，中华人民共和国驻巴西大使馆總領事李楊于推特上辱駡加拿大總理贾斯廷·特鲁多是：“讓加拿大成了美國的走狗”“敗家子”。
2021年4月26日，趙立堅在推特上貼出一張改編自日本畫家葛飾北齋在19世紀初創作的著名彩色浮世繪，諷刺日本政府決定將福島第一核電廠的核廢水排放入海。對此，日本外務省向中方提出抗議，要求刪除该帖子。
2021年5月1日，中共中央政法委的微博账号發佈諷刺印度新冠肺炎疫情多人死亡的圖片，該圖片為一邊為中國火箭發射的照片，另一邊則為印度露天火化屍體的照片，並寫有中国点火與印度点火等文字，引起外界爭議，其後不足半日貼子被刪除。
2021年9月，瑞典外交智库斯德哥尔摩自由世界论坛发布中国被批评时，中华人民共和国驻瑞典大使馆所采取的行动的审查报告。该智库报告指出，中国大使馆已经改变其外交策略，不再限于在自己的大使馆网站上发表评论，而是向批评者的电子邮件发出警告，试图让持不同政见者、评论员和记者闭嘴，以进行更多的自我审查并遵守中国的利益。在该智库的报告发表后，中华人民共和国驻瑞典大使馆在其网站上发布批评声明，指「如果没有他们，民主、自由和人权将在世界范围内更加稳固，世界各地的人们将过上更好的生活」。瑞典外交部长林德对此向中华人民共和国大使馆致电，表明不会接受中国提出谴责智库的要求。该智库敦促中华人民共和国驻瑞典大使馆停止通过电子邮件针对言论自由、新闻媒体、记者和政治家发起的攻击。同时要求瑞典外交部召见中华人民共和国驻瑞典大使桂从友，针对大使馆对瑞典记者和舆论人士的威胁性电子邮件和嘲讽言论道歉。
2021年10月，卢沙野在大使馆网站发表文章，反驳《费加罗报》记者法莱蒂近期对台湾问题及解放军军机绕台湾岛海域飞行的看法。法莱蒂在《台湾问题会不会引发 第三次世界大战》一文中指出，解放军军机绕台，意在恫吓台湾人民与军方，彰显习近平统一台湾的决心，让欧美国家警惕支持台湾民主所带来的风险。台湾如果“失守”，“专制就会战胜民主”，影响全球经济之余，也体现“西方自由模式的惨痛挫败”。对此，中华人民共和国驻法国大使馆批评法莱蒂在文章中公然渲染“第三次世界大战”，叫嚣威胁中国，抹杀台湾问题属于中国内政的事实，掩盖蔡英文台独言论导致台海局势紧张的真相。声明提醒法国部分媒体应该恪守职业道德，尊重事实，不要充当“台独”分子和反华势力的“传声筒”和帮凶。这份声明被设在法国巴黎的无国界记者组织公開聲明反擊，批评卢沙野身为外交官，无权要求法国媒体“恪守职业道德，尊重事实”，这是“毫不知耻”的行为，要求他立即停止對新聞媒體的肆意謾罵，又補充說如果盧沙野觉得法国媒体太独立、不合胃口，可以请求调往朝鲜等威权国家，在那里获得宾至如归的感觉。
2022年10月16日，正值中共二十大开幕，一批香港示威者在英国曼彻斯特的中华人民共和国驻英领事馆外抗议，期间有疑似使馆人员冲出领事馆毁坏示威横幅，造成肢體衝突爆發。一名示威者一度被拖进使馆范围内，并遭拳打脚踢，后被当地警员救出。据有关抗议现场的一些图片和视频显示，领事馆人员走向领事馆门口侧旁的两个写有“天灭中共”及“贺佢老母”（贺你老母亲）的物件，抗议条幅被扯下，而特別是画有习近平的画像也被领事馆人员取走。示威者表示，这位扯标语和参与施袭的银发男子可能是中华人民共和国驻曼彻斯特总领事郑曦原，後來他接受採訪稱「不允許污辱領袖」、以及「同事生命受威脅」，才會出來履行職責，而且自己也被打，然而使館前抗議事件屬於常態，故日媒認為是即將退休的他為了爭奪升官機會而私下行動。中华人民共和国外交部发言人汪文斌對此保持低調，他在星期一在例行记者会上被问及此事件时说不了解相关情况，但称驻外使领馆應該依据国际外交协议办事。
2022年11月15日，在印尼巴厘岛出席二十国集团领导人峰会的加拿大总理特鲁多与习近平进行非正式会谈，期间特鲁多对中华人民共和国干涉加拿大大选的问题向习近平表示“严重关切”。隔日，两国领导人又进行了短暂交谈，习近平对加拿大报纸披露两人会谈内容表示不满，以面露不悦的态度向特鲁多称这“不是对待谈话的应有方式，否则就不好说了”，两人道别后习近平在传媒镜头前又补上一句“很天真”。
2023年1月9日，被认为是战狼外交代表性人物的赵立坚被从外交部发言人的岗位上调离，转任外交部边界与海洋事务司副司长。
2023年3月7日，中华人民共和国外交部部长秦刚举行十四届全国人大一次会议外长记者会，就“中国外交政策和对外关系”相关问题回答中外记者提问。新加坡海峡时报记者询问秦刚被任命为外交部长，是否意味着中国正在抛弃被称为“战狼外交”的独断的国际关系风格？秦刚回应说，所谓“战狼外交”就是一个话语陷阱，制造这个话语陷阱的人，要么不懂中国和中国外交，要么无视事实，别有用心。他说：“两千多年前，孔夫子就说过，‘以德报德，以直报怨。以德报怨，何以报德？’中国外交有足够的厚道与善意，但当豺狼挡道、恶狼来袭，中国的外交官必须“与狼共舞”，保家卫国。”
2023年4月14日，中华人民共和国驻菲律宾大使黄溪连就菲律宾与美国的伙伴关系发出威胁性言论。他就菲律宾同意开放4个军事基地给予美军进驻使用之余建议菲律宾政府，如果关心15万名在台湾工作的海外菲律宾工人，就应该明确反对「台湾独立」。菲律宾国会议员洪蒂维洛斯、菲律宾众议院议员卡斯特罗、菲律宾国防部 与菲律宾国家安全委员会先后就黄溪连的言论形同散布恐惧和恐吓表达抗议。
2023年4月21日，法國電視一台新聞台電視節目專訪盧沙野，訪談中涉及了克里米亞歸屬與蘇聯解體，盧聲稱「根據國際法，這些前蘇聯國家沒有如同主權國家的確實地位」。摩尔多瓦、烏克蘭和波羅的海三國隨即在外交上對此種觀點表示不滿。法國外交開放學院創始人弗里昂在『星期天報』發表聲明，要求盧沙野立即公開改正其言論。4月24日，中华人民共和国外交部发言人毛宁在例行记者会上，对于众多记者关于盧沙野的言论的提问，表示“中方尊重苏联解体后各加盟共和国主权国家地位。”，“前苏联是联邦制国家，对外作为一个整体具有国际法主体地位。这不否认苏联解体后各加盟共和国具有主权国家地位。”，并强调上述就是“中国政府的正式立场”，“乌克兰是联合国正式会员国，只有主权国家才能成为联合国正式会员国，这是国际常识。中国根据《联合国宪章》宗旨和原则与和平共处五项原则，同乌克兰建立和发展着良好的国家关系。”，对于刊登在使馆网站的相关采访全文之后被删除，只表示不清楚情况。
2023年5月2日，加拿大安全情報局局長維尼奧爾特告知加拿大保守黨國會議員莊文浩因發起“中國對維吾爾族種族滅絕”議案獲議會通過，導致莊文浩與其的家人遭中华人民共和国針對，並確認中华人民共和国驻多伦多总领事馆政新處負責人趙巍參與其中。5月4日，加拿大外交部就此一事緊急召見中华人民共和国駐加拿大大使叢培武，更不排除要將涉案人員驅逐出境，讓叢培武氣得砲轟加拿大抹黑。5月8日，加拿大政府宣布將涉案人員趙巍驅逐出境，並將其列為不受歡迎人物，趙巍成為中华人民共和国“戰狼外交”下首位遭驅逐出境的外交官。次日，中华人民共和国政府做出反制，亦將加拿大駐上海總領事館領事甄逸慧列為不受歡迎人物，並要求其在5月13日前離開中國。
2023年6月8日，中华人民共和国驻韩国大使邢海明在官邸会见韩国最大在野党共同民主党党首李在明。会谈间，邢海明谴责韩国政府亲美的外交政策，表示“美国正竭力打压中国，有的人赌美国赢、中国输，这显然是误判，没看清历史大势。现在赌中国输的人今后一定会后悔。”。邢海明发言时有各媒体记者在场，并且通过YouTube现场直播，引发韩国舆论不满。次日上午，韩国外交部第一次官张虎镇在首尔外交部大楼召见了邢海明，对他“有违外交惯例”、“罔顾常识”的挑衅言行提出严正警告，并表示了“强烈遗憾”。张虎镇说，邢海明当着众多媒体，以令人无法坐视不理的措辞和与事实相悖的内容，谴责韩国政府的政策，违背了《维也纳外交关系公约》规定的“外交使节肩负增进友好关系”的使命，也可被视为介入韩国政治的干涉内政行为。他警告称，邢海明应恪守职责，做好分内工作，造成的一切后果须由本人承担。6月11日，韩国执政党国民力量国会议员申源湜提出将邢海明列为不受欢迎的人，将他驱逐出境。韩国总统尹锡悦也在闭门国务会议上批评了邢海明的言论，称韩国人民对邢海明的行为“感到不悦”。
2024年中華民國總統選舉期間，台灣民主進步黨副總統參選人蕭美琴使用戰貓一詞作為外號，與戰狼相對，用於強調雖中華民國現時立場：對外溫暖可愛，但（其他國家）招惹不得。

## 评论

### 歐美方面
《紐約時報》認為中国「戰狼」外交引發憤怒，威脅習近平的國際地位。評論認為習近平用新冠肺炎疫情的機會鞏固了自己在國內的政治權力，但戰狼外交導致其它國家對中國產生反感情緒，威脅中國的國際地位。
BBC中文网评论称，中國戰狼外交新特徵包括：「對外界的指責加以直接的言語攻擊，而非用理據駁斥或解釋；以謗止謗反擊未經證實的言論，要麼批評東道國處理疫情不利而將責任推卸給中國，要麼揚言可能對東道國實施經濟報復。」 美國智庫詹姆斯敦基金會高級研究員林和立指出，習近平出任中共中央總書記以來推出的戰狼外交引起歐美等國的猜疑，令中國陷入40年來的孤立境地，證明這是一個失敗的外交方針。紐約城市大學政治學教授夏明認為戰狼外交是中國政府轉化國內矛盾的手段，通過挑起國際對立，宣洩國內民眾，尤其是年輕一輩的挫折感。
德国《每日镜报》亦指责中国“战狼外交”（配圖中的簡體中文「權」誤寫成「杈」）。。
欧盟驻中华人民共和国大使郁白也表示，戰狼外交實際上是一種霸凌、恐吓和胁迫式外交，欧盟和美国应该一同对抗中国的戰狼外交。
澳大利亚前总理陆克文认为，战狼外交的出现始于习近平将共产主义致于国家决策的核心，但意识形态更接近毛泽东的马克思主义，而不是邓小平的经济开放主义。同时习近平还偏向于中国民族主义，使中国的安全和外交政策进一步推向右翼，这是导致「战狼外交官」出现的原因。
2021年，中共十九大後高層首次就針對「對外宣傳」進行集體學習，海外媒體觀察到，習近平等領導定下塑造可爱的中国形象的主軸，提到國際傳播工作「面臨著新的形勢和任務」，在外宣中加強「感召力」、「親和力」、「說服力」。同時，還要廣交朋友，不斷擴大中國的「國際輿論朋友圈」等內容，可見此次他的語氣明顯變得溫和。隨後媒體表示，已經有內部消息爆料，正在對使用海外管道的提出規範，避免失言導致樹敵與內部的排外爭執，但面對高漲的中國民族主義情緒，高層想保持理性，同時又想要不傷面子，恐怕很困難。
2023年，香港浸会大学政治及国际关系学系副教授陳家洛及新加坡国立大学政治学副教授、卡耐基中国项目研究员庄嘉颖受BBC中文网邀请，评论卢沙野于接受法国电视一台新闻台专访时所作出的言论。陈家洛对此表示，卢沙野事件反映了中国“骨子里还是有强烈的战狼基因”，并主导着中国外交政策；这路线得到国内部分鹰派和网民赞赏，但外交上适得其反，壮大了欧盟疑中派的声音，让欧盟对中国有了更多戒心，属于是帮倒忙。庄嘉颖就战狼外交评论称：“战狼这套做法一直维持在那边，他可以决定什麽时候用或不用，不是说一定存在或一定不存在的。他一直预备好可以这样用，有时候有误判或者讲话太兴奋等等的，一控制不好就会出来了。”
2025年3月8日，《美国之音》针对中国外长王毅在涉美问题上的强硬表态做出评论，认为“强硬作风难掩北京对特朗普外交的被动应对”。

### 中華人民共和國方面
2020年5月24日下午，王毅在第十三届全国人民代表大会第三次会议记者会上回应美国有线电视新闻网记者“中国外交是否已经放弃了韬光养晦的原则，变得更加强硬”的提问时表示，“我们从来不会主动欺凌别人，但同时，中国人是有原则、有骨气的。对于蓄意的中伤，我们一定会作出有力回击，坚决捍卫国家的荣誉和民族尊严。对于无端的抹黑，我们一定会摆明事实真相，坚决维护公平正义和人类良知”。当天《环球时报》社评《搞“战狼外交”的不是北京，而是华盛顿》称，「要說『戰狼』，沒有人比美國更登峰造極，因為美國制裁了許多國家，還在世界各地駐軍，又針對各國事務發號施令、說三道四。而王毅在記者會上的表現，哪一項能印證『戰狼式外交』策略？他的回答有對任何國家內部事務指手畫腳嗎？威脅制裁誰了嗎？」
2020年11月11日，《环球时报》针对美国国务卿蓬佩奧11月10日在里根研究所发表的“美国对华强硬态度尚未结束”讲话发表社评，点名批评蓬佩奥“堪称是全球外交界的‘第一战狼’”。
2020年11月15日，中华人民共和国驻瑞士大使王世廷接受《新苏黎世报》采访时，对于记者的“外界称中国当前开展的是‘战狼’式外交，您本人也是其中之一吗”的提问，他表示，中国的代表动物是大熊猫，中国爱好和平。他还称，对他来说，国家利益高于一切。
2020年12月5日，中华人民共和国外交部副部长乐玉成在第三届中国智库国际影响力论坛暨第六届新型智库建设学术研讨会上发表的主旨演讲中，就外界对中国外交的非议发表了个人看法，称关于“战狼外交”的各方议论较多，“给我们贴这个标签，至少是对中国外交的误解”，同时表明“现在恰恰是别人到我们家门口耀武扬威，对我们的家务事横加干涉，还喋喋不休地对我们进行辱骂抹黑，我们无路可退，不得不奋起自卫，坚定捍卫国家利益和尊严”，并表示所谓“战狼外交”实际上是中国威胁论的又一翻版，是又一个“话语陷阱”，目的是为了让中方“打不还手，骂不还口，放弃抗争”。
2020年12月10日，华春莹對外界指责中国战狼外交回应称，「咄咄逼人从来不是中国的外交传统，但是卑躬屈膝也不是中国人的气节。为了维护中国的主权安全、发展利益，“就做‘战狼’又何妨呢？”」
2021年5月31日，習近平表示，要在國際社會塑造“可信、可爱、可亲、可敬的中国形象”，说话要把握好语调，“谦逊谦和”，這樣才有助於把握國際話語權。
2023年3月7日上午，十四届全国人大一次会议举行记者会，外交部长秦刚就“中国外交政策和对外关系”相关问题回答中外记者提问。他表示，中国外交有足够的厚道与善意，但当豺狼挡道、恶狼来袭，中国的外交官必须“与狼共舞”，保家卫国；并认为“所谓“战狼外交”就是一个话语陷阱，制造这个话语陷阱的人，要么不懂中国和中国外交，要么无视事实，别有用心。”

## 參看
- 習近平新時代中國特色社會主義思想
- 總加速師
- 中美贸易战
- 耿爽
- 沙文主義
- 入關學
- 中國威脅論
- 中國反西方情緒
- 勿谓言之不预
- 統戰
- 熊貓外交
- 乒乓外交
- 韬光养晦
- 奶茶聯盟